# Enno Jürima
Enno Jürima (ur. 12 listopada 1939 w Tallinnie, zm. 19 grudnia 2008 tamże) – radziecki kierowca wyścigowy.

## Kariera
W 1958 roku ukończył Technikum Architektoniczne w Tallinnie. W 1974 roku zadebiutował w Formule 4. Rok później wygrał wyścigi na torach Newskoje Kolco, Bikernieki i Barawaja. W roku 1976 zajął drugie miejsce w klasyfikacji Sowieckiej Formuły 4, ulegając jedynie Toivo Asmerowi. Zwyciężył natomiast w klasyfikacji Estońskiej Formuły 4. W sezonie 1977 wygrał dwa wyścigi na torze Bikernieki i został mistrzem Sowieckiej Formuły 4. W 1980 roku zajął w klasyfikacji Sowieckiej Formuły 4 trzecie miejsce.